# Драницыно
Драницыно — деревня в Белозерском районе Вологодской области.
Входит в состав Визьменского сельского поселения, с точки зрения административно-территориального деления — в Георгиевский сельсовет.
Расстояние до районного центра Белозерска по автодороге — 86 км, до центра муниципального образования деревни Климшин Бор по прямой — 19 км. Ближайшие населённые пункты — Акинино, Прокино, Тарасово.
Вблизи деревни расположено месторождение доломитов и доломитовой муки, разрабатываемым периодически ранее АО «БелозерскАгроХим» с 1966 года.
По данным переписи в 2002 году постоянного населения не было.